# Estigmene trivitta
Estigmene trivitta är en fjärilsart som beskrevs av Walker 1855. Estigmene trivitta ingår i släktet Estigmene och familjen björnspinnare. Inga underarter finns listade i Catalogue of Life.